# Drepatelodes trilineata
Drepatelodes trilineata is een vlinder uit de familie van de Apatelodidae. De wetenschappelijke naam van de soort is voor het eerst geldig gepubliceerd in 1912 door Paul Dognin.